# McFadden's Flats (film, 1927)
Pour plus de détails, voir Fiche technique et Distribution.
McFadden's Flats est un film américain réalisé par Richard Wallace, sorti en 1927.

## Fiche technique
- Réalisation : Richard Wallace

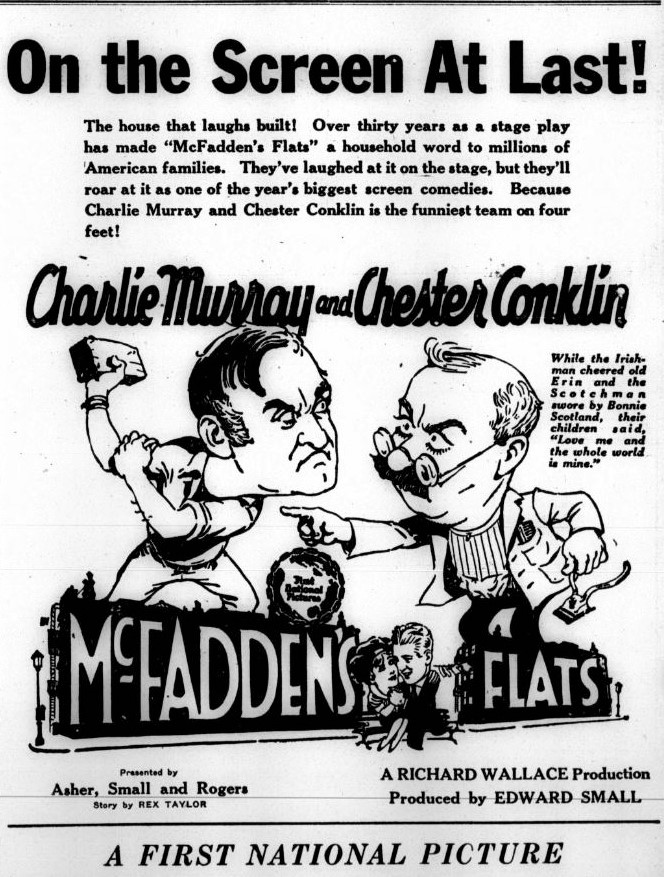
Annonce pour le film.

- Scénario : Rex Taylor[1] d'après la pièce de 1896 McFadden's Row of Flats[2] de Gus Hill[3]
- Producteur : Edward Small
- Photographie : Arthur Edeson
- Production : Asher Small & Rogers
- Genre : Comédie dramatique[4]
- Pays de production :  États-Unis
- Distributeur : First National
- Durée : 80 minutes
- Date de sortie : 6 février 1927

## Distribution
- Charles Murray : Dan McFadden
- Chester Conklin : Jock McTavish
- Edna Murphy : Mary Ellen McFadden
- Larry Kent : Sandy McTavish
- Aggie Herring : Mrs. McFadden
- DeWitt Jennings : Patrick Halloran
- Cissy Fitzgerald : Mrs. Halloran
- Dorothy Dwan : Edith Halloran
- Freeman Wood : Desmond Halloran
- Dot Farley : Bridget Maloney
- Leo White : Hat Salesman
- Harvey Clark : décorateur d'intérieur